# رویداد اصلی (فیلم ۲۰۲۰)
رویداد اصلی (به انگلیسی: The Main Event) فیلمی محصول سال ۲۰۲۰ و به کارگردانی جی کاراس است. در این فیلم بازیگرانی همچون تچینا آرنولد، کن مارینو، آریان سیمهاردی، مومانا تامادا، جین گوردون، کیث لی، رنه یانگ، جاش زاهاریا، دالاس یانگ، بادی سابونگی، کوفی کینگستون، شیمس و د میز ایفای نقش کرده‌اند.